# Jan van Montfort
Jan van Montfort (Hennebont, circa 1295 - aldaar, 16 september 1345) was van 1322 tot aan zijn dood graaf van Montfort en van 1341 tot aan zijn dood tegenhertog van Bretagne. Hij behoorde tot het huis Dreux-Bretagne.

## Levensloop
Jan van Montfort was een zoon van hertog Arthur II van Bretagne en Yolande van Dreux, die gravin van Montfort was. Voor zijn beide ouders was het hun tweede huwelijk. 
Na het overlijden van zijn moeder erfde hij in 1322 het graafschap Montfort. Zijn kinderloze halfbroer, hertog Jan III van Bretagne, probeerde hem uit te sluiten als erfgenaam van Bretagne. Toen Jan III in 1341 overleed, werd hij als hertog van Bretagne opgevolgd door zijn nicht Yolande van Penthièvre en haar echtgenoot Karel van Blois. Jan liet onmiddellijk zijn aanspraken op de erfopvolging in Bretagne gelden, bezette verschillende belangrijke steden en liet zich in mei 1341 in Nantes tot hertog van Bretagne proclameren. Dit leidde tot de Bretonse Successieoorlog.
Karel van Blois was de neef van koning Filips VI van Frankrijk, waardoor hij en Yolande Franse steun hadden. Jan van Montfort werd dan weer gesteund door koning Eduard III van Engeland, waardoor de Successieoorlog in feite een onderdeel van de Honderdjarige Oorlog was. In november 1341 werd Jan van Montfort bij de verdediging van de stad Nantes door de Franse troepen gevangengenomen. In september 1343 werd hij als onderdeel van een wapenstilstand terug vrijgelaten. 
Na zijn vrijlating hervatte Jan de strijd om Bretagne. Vervolgens deed hij een vergeefse poging om de stad Quimper te heroveren op Karel van Blois. Daarna werd Jan van Montfort ziek en in september 1345 stierf hij zonder het doel bereikt hebben om de onbetwiste hertog van Bretagne te worden. De strijd werd voortgezet door zijn echtgenote Johanna van Vlaanderen en zijn zoon Jan IV. De Bretonse Successieoorlog kwam pas ten einde in 1364, toen Jan IV Karel van Blois versloeg in de Slag bij Auray en de onbetwiste hertog van Bretagne werd.
Jan van Montfort werd bijgezet in de Sint-Kruiskerk van Quimperlé.

## Huwelijk en nakomelingen
In maart 1329 huwde hij met Johanna van Vlaanderen (1295-1374), dochter van graaf Lodewijk I van Nevers. Ze kregen twee kinderen:
- Jan IV (1339-1399), graaf van Montfort en hertog van Bretagne.
- Johanna (1341-1402), huwde in 1380 met Ralph Basset, baron van Drayton.

## Voorouders
| Voorouders van Jan van Montfort | Voorouders van Jan van Montfort                                    | Voorouders van Jan van Montfort                                    | Voorouders van Jan van Montfort                                               | Voorouders van Jan van Montfort                                               | Voorouders van Jan van Montfort                                          | Voorouders van Jan van Montfort                                          | Voorouders van Jan van Montfort                                          | Voorouders van Jan van Montfort                                          |
| ------------------------------- | ------------------------------------------------------------------ | ------------------------------------------------------------------ | ----------------------------------------------------------------------------- | ----------------------------------------------------------------------------- | ------------------------------------------------------------------------ | ------------------------------------------------------------------------ | ------------------------------------------------------------------------ | ------------------------------------------------------------------------ |
| Overgrootouders                 | Jan I van Bretagne (1217-1286) ∞ Blanche van Navarra (1226-1283)   | Jan I van Bretagne (1217-1286) ∞ Blanche van Navarra (1226-1283)   | Hendrik III van Engeland (1207-1272) ∞ 1236 Eleonora van Provence (1223-1291) | Hendrik III van Engeland (1207-1272) ∞ 1236 Eleonora van Provence (1223-1291) | Jan I van Dreux (1218–1249) ∞ 1272 Maria van Bourbon (-1274)             | Jan I van Dreux (1218–1249) ∞ 1272 Maria van Bourbon (-1274)             | Jan I van Montfort (-1249) ∞ 1275 Johanna van Châteaudun (±1227-1252)    |                                                                          |
| Grootouders                     | Jan II van Bretagne (1239-1305) ∞ Beatrix van Engeland (1242–1275) | Jan II van Bretagne (1239-1305) ∞ Beatrix van Engeland (1242–1275) | Jan II van Bretagne (1239-1305) ∞ Beatrix van Engeland (1242–1275)            | Jan II van Bretagne (1239-1305) ∞ Beatrix van Engeland (1242–1275)            | Robrecht IV van Dreux (1241–1282) ∞ 1290 Beatrix van Montfort 1248-1312) | Robrecht IV van Dreux (1241–1282) ∞ 1290 Beatrix van Montfort 1248-1312) | Robrecht IV van Dreux (1241–1282) ∞ 1290 Beatrix van Montfort 1248-1312) | Robrecht IV van Dreux (1241–1282) ∞ 1290 Beatrix van Montfort 1248-1312) |
| Ouders                          | Arthur II van Bretagne (1261-1312) ∞ Yolande van Dreux (1263-1330) | Arthur II van Bretagne (1261-1312) ∞ Yolande van Dreux (1263-1330) | Arthur II van Bretagne (1261-1312) ∞ Yolande van Dreux (1263-1330)            | Arthur II van Bretagne (1261-1312) ∞ Yolande van Dreux (1263-1330)            | Arthur II van Bretagne (1261-1312) ∞ Yolande van Dreux (1263-1330)       | Arthur II van Bretagne (1261-1312) ∞ Yolande van Dreux (1263-1330)       | Arthur II van Bretagne (1261-1312) ∞ Yolande van Dreux (1263-1330)       | Arthur II van Bretagne (1261-1312) ∞ Yolande van Dreux (1263-1330)       |
| Jan van Montfort (1295-1345)    |                                                                    |                                                                    |                                                                               |                                                                               |                                                                          |                                                                          |                                                                          |                                                                          |